# Платифілін
Платифілін (лат. Platyphyllinum) — лікарський препарат, який за своїм хімічним складом є алкалоїдом жовтозілля широколистого (Senecio rhombofolius (Willd.), синоніми Adenostyles platyphylloides, Senecio platyphylloides), який є ендеміком Кавказу та належить до групи блокаторів мускаринових рецепторів. Платифілін застосовується переважно парентерально (підшкірно та внутрішньом'язово), може застосовуватися також перорально., а також ректально та місцево, у вигляді очних крапель. Платифілін синтезований в СРСР, і застосовується виключно у країнах колишнього Радянського Союзу.

## Фармакологічні властивості
Платифілін — природний препарат, що є за своєю хімічною структурою алкалоїдом жовтозілля широколистого. Механізм дії препарату полягає у блокуванні мускаринових рецепторів периферичних вегетативних гангліїв. У результаті застосування платифіліну блокується передача імпульсів від постгангліонарних холінергічних нервів до внутрішніх органів, які вони іннервують. Платифілін також незначно блокує й нікотинові рецептори. Переважно холіноблокуюча дія платифіліну більш виражена на фоні підвищеного тонусу парасимпатичної нервової системи або на фоні застосування стимуляторів мускаринових рецепторів. Платифілін за своєю дією на периферичну нервову систему подібний до атропіну, проте є менш активним (у 5—10 разів), але є менш токсичним та краще переноситься. При застосуванні платифіліну покращується провідність серця та збудливість міокарду, збільшується серцевий викид, та спостерігається тахікардія. Платифілін дещо слабше, ніж атропін, пригнічує секрецію залоз внутрішньої секреції, значно знижує тонус гладких м'язів органів травної системи, а також амплітуду й частоту перистальтичних скорочень шлунку та усіх відділів кишечнику, дещо знижує тонус жовчевого міхура. Препарат також викликає розслаблення гладких м'язів матки, сечових шляхів та сечового міхура, за рахунок спазмолітичної дії чинить знеболювальний ефект при захворюваннях сечостатевої системи. Платифілін також викликає розслаблення гладких м'язів бронхів, як таку, що виникла внаслідок підвищення тонусу блукаючого нерва, так і внаслідок застосування м-холіностимуляторів, збільшує дихальний об'єм, знижує секрецію бронхіальних залоз. Платифілін має також пряму міотропну дію, і при застосуванні препарату у високих дозах він має здатність пригнічувати судинноруховий центр і блокувати симпатичні ганглії, внаслідок чого розширюються судини та знижується артеріальний тиск (ця дія платифіліну більш виражена при внутрішньовенній ін'єкції). При закапуванні в око платифілін спричинює розширення зіниці внаслідок розслаблення кругового м'яза райдужки, підвищення внутрішноочного тиску та параліч акомодації. Дія платифіліну при закапуванні в око розпочинається за 15—20 хвилин після застосування, і триває 9—12 годин. Платифілін також спричинює збудження головного мозку та дихального центру, також у значно більшому ступені спричинює збудження спинного мозку. У зв'язку із вираженою спазмолітичною дією платифілін застосовують переважно як спазмолітик у випадках печінкової, ниркової та кишкової кольки.

### Фармакокінетика
Платифілін добре та практично повністю всмоктується як після перорального, так і після парентерального застосування. Після всмоктування препарат створює високі концентрації практично в усіх тканинах організму. Добре проходить через клітинні та синаптичні мембрани, через гематоенцефалічний та інші гістогематологічні бар'єри. При застосуванні у високих дозах платифілін накопичується у тканинах центральної нервової системи. Метаболізується препарат у печінці з утворенням двох метаболітів. Виводиться платифілін з організму переважно нирками у вигляді метаболітів, частково виводиться із калом. Період напіввиведення препарату не встановлений. Платифілін не кумулює в організмі, проте при застосуванні високих доз препарату, а також при печінковій та нирковій недостатності виведення препарату з організму сповільнюється.

## Показання до застосування
Платифілін застосовується як самостійно, так і у складі комплексної терапії при спазмах гладкої мускулатури органів травної системи, жовчевих шляхів, сечовидільної системи (у тому числі при сечокам'яній хворобі), виразковій хворобі шлунку та дванадцятипалої кишки, при дисменореї, при спазмах судин головного мозку, ангіотрофоневрозі, бронхіальній астмі (для попередження бронхоспазму або ларингоспазму), артеріальній гіпертензії (для купування гіпертонічного кризу), при аритміях із брадикардією, при гострих отруєннях (ацетоном, резерпіном, борною кислотою та міцними кислотами, миш'яком), діареї (для зняття імперативнихпозивів), у офтальмології — для розширення зіниць із діагностичною метою, при гострих запальних захворюваннях очей (іриті, іридоцикліті, кератиті) та травмах очей.

## Побічна дія
Хоча при застосуванні платифіліну побічні ефекти спостерігаються рідше, ніж при застосуванні атропіну та ряду інших м-холіноблокаторів, проте при його застосуванні, частіше у високих дозах, можуть спостерігатися наступні побічні ефекти:
- З боку дихальної системи — ателектаз легені.
- З боку нервової системи — головний біль, головокружіння, збудження, фотофобія, судоми, гострий психоз, розширення зіниць, параліч акомодації.
- З боку травної системи — сухість у роті, спрага, атонія кишечника.
- З боку серцево-судинної системи — тахікардія, артеріальна гіпотензія.
- З боку сечовидільної системи — затримка сечі, затримка сечопуску.

## Протипокази
Платифілін протипоказаний при підвищеній чутливості до препарату, важкій печінковій та нирковій недостатності, глаукомі, паралітичній кишковій непрохідності та атонії кишечнику, виразковому коліті, міастенії. З обережністю препарат застосовується при вагітності та годуванні грудьми, ураженнях мозку в дітей, хронічних захворюваннях дихальної системи у дітей молодшого віку, хворобі Дауна, при захворюваннях серцево-судинної системи та порушеннях ритму серця, що супроводжуються тахікардією, рефлюксній хворобі, гіпертрофії передміхурової залози.

## Передозування
Найвища разова доза платифіліну 0,01 г, добова 0,03 г для дорослих. При передозуванні препарату спостерігаються сухість у роті, охриплість голосу, порушення ковтання, розширення зіниць та відсутністю їх реакції на світло, тахікардия, підвищення температури тіла, гіперемія шкіри, збудження центральної нервової системи, яке змінюється її пригніченням, порушення свідомості, галюцинації, судоми, дихальна недостатність, парез кишечника та паралітична кишкова непрохідність, гостра затримка сечі. Антидотами при передозуванні платифіліну, як і інших м-холінолітиків (атропіну, метацину, скополаміну) є інгібітори холінестерази — прозерин, галантамін, фізостигмін.

## Форми випуску
Платифілін випускається у вигляді 0,2 %розчину для ін'єкцій у ампулах по 1 мл і таблеток по 0,005 г. Платифілін випускається також у комбінації з папаверином у вигляді таблеток по 0,005 г платифіліну та 0,02 г папаверину. Разом із папаверином, теоброміном та фенобарбіталом платифілін входить до складу комбінованого препарату «Тепафілін»; а разом із фенобарбіталом та папаверином до складу комбінованого препарату «Палюфін».

## Застосування у ветеринарії
Платифілін застосовується у ветеринарії при виразковій хворобі шлунку та дванадцятипалої кишки, а також при спазмах м'язів органів черевної порожнини, а також судин серця та головного мозку. Препарат може застосовуватися у свиней, овець, кіз, котів та собак.